# Xi'an-episoden
Xi'an-episoden (kinesisk: 西安事变; pinyin: Xī'ān Shìbìan) var en hændelse i december 1936 i Kinas historie. De nationalistiske Kuomintang-styrker under marskalk Zhang Xueliang (søn af Zhang Zuolin) gjorde mytteri mod deres øverstkommanderende, generalissimo Chiang Kai-shek (Jiǎng Jièshí) og tog ham til fange. Hensigten, som også blev opnået, var at fremtvinge at Chiang accepterede, at der blev indgået en aftale med de kinesiske styrker om en bilæggelse af stridighederne mellem kineserne indbyrdes, og om dannelsen af en enhedsfront mod japanerne.
De japanske styrker, som allerede havde fået fodfæste i Manchuriet og der havde oprettet en selvstændig nationalstat, Manchukuo, havde bombarderet Shanghai i 1933 og der efter tvunget Kina til at indgå en våbenstilstand. Japanerne havde ønske et asiatisk samarbejde under japansk ledelse, men kineserne anså den japanske politik som udtryk for en japansk imperialisme.
Samtidig led Kina under den den kinesiske borgerkrig mellem kommunistpartiets og nationalisternes styrker, og var derfor svækket i modstanden mod Japan. Nationalisterne havde affundet sig med den japanske tilstedeværelse i Manchuriet og Indre Mongoliet, og koncentrerede sig om kampen mod kommunisterne. Men kommunisterne havde formået at undgå det nederlag, som truede dem i provinsen Jiangxi og forflyttet sig til de nordlige dele af provinsen Shaanxi under Den lange march.
Nu, da Chiang Kai-shek var taget til fange af sine egne, kunne han ikke forhindre, at generalerne på begge sider af borgerkrigen forhandlede sig frem til en anti-japansk enhedsfront. Kommunisternes repræsentant under forhandlingerne hos Kuomintang var Zhou Enlai.
Blot et år senere udbrød den 2. kinesisk-japanske krig. Krigen forhindrede ikke, at der sideløbende forekom kampe mellem repræsentanter for nationalistiske og kommunistiske kinesiske styrker om magten i Kina.
Efter 2. verdenskrigs afslutning udbrød borgerkrigen på ny med fuld styrke.

## Mindesmærke
På stedet (Xi'an shibian jiuzhi), hvor episoden fandt sted, det vil sige hvor generalissimo Chiang blev taget til fange, blev i 1982 opført på Folkerepublikken Kinas liste over kulturminder.